# Barracomica
La Barracomica és una muntanya de 2.335 metres que es troba al municipi de Canejan a la Vall d'Aran.